# Peromyia subanatina
Peromyia subanatina är en tvåvingeart som beskrevs av Boris Mamaev och Zaitzev 1997. Peromyia subanatina ingår i släktet Peromyia och familjen gallmyggor.
Artens utbredningsområde är Sverige. Inga underarter finns listade i Catalogue of Life.